# Gil Stein
Gilbert Stein (ur. 11 stycznia 1928 w Filadelfii, zm. 24 marca 2022 w Wynnewood) – amerykański działacz hokejowy, prokurator, pisarz.

## Wczesne życie
Gil Stein urodził się w stanie Filadelfii, gdzie uczęszczał na Temple University, następnie studiował prawo na Uniwersytecie Bostońskim.

## Kariera

### Wczesna kariera
Po ukończeniu studiów był zastępcą prokuratora okręgowego, następnie pracował Urzędzie Mieszkaniowym Filadelfii i Radzie ds. Stosunków Pracy. Następnie rozpoczął pracę w firmie prawniczej, a następnie dostał pracę w klubie ligi NHL, Philadelphia Flyers, w którym pełnił funkcję dyrektora operacyjnego i wiceprezesa wykonawczego.

### Praca w NHL
W 1977 roku rozpoczął pracę w NHL, w którym do 1992 roku pełnił funkcję radcy prawnego oraz wiceprezesa organizacji pod kierunkiem Johna Zieglera. W 1982 roku wystąpił przed komisją Senatu Stanów Zjednoczonych w celu omówienia retransmisji sygnałów telewizyjnych przez operatorów kablowych.
Po tym, jak w właścicielom klubów ligi NHL nie podobał się sposób walki Johna Zieglera ze strajkiem latach 1991–1992, chcieli znieść funkcję prezesa na rzecz komisarza. W międzyczasie potrzebnym do powołania komisarza ligi NHL, w 1992 roku Stein został następcą Johna Zieglera, a jego jedną z pierwszych decyzji na tym stanowisku było zwolnienie Briana O'Neilla, wieloletniego nadzorcę dyscypliny ligowej, po czym sam objął to stanowisko.
Następnie Stein wprowadził politykę zawieszania zawodników w dni wolne od gier. Stein próbował również zablokować kandydaturę Briana O'Neilla do Hockey Hall of Fame, co jednak mu się nie udało i tym samym Brian O'Neill w 1994 roku został włączony do Hockey Hall of Fame.
Stein wspierał również możliwość wystawienia zawodników ligi NHL na turniej olimpijski 1994 w Lillehammer jako sposób na zwiększenie wsparcia ligi NHL w Europie. Za jego kadencji do ligi NHL dołączyły nowe kluby: Anaheim Mighty Ducks oraz Florida Panthers, co w przypadku drugiego klubu wywołało gniew prezesa i dyrektora generalnego Tampa Bay Lightning, Phila Esposito, gdyż Stein mu powiedział, że do 1996 roku do ligi NHL nie zostaną dołączone żadne kluby, gdyż Tampa Bay Lightning miał mieć czas na stworzenie bazy fanów w stanie Floryda. Phil Esposito skrytykował Steina za pobieranie opłat za dołączenie do ligi NHL bez uwzględnienia długoterminowych konsekwencji stabilności franczyzy.
1 lipca 1993 roku Stein odszedł z funkcji prezesa ligi NHL, gdyż 1 lutego 1993 roku utworzono stanowisko komisarza, na które mianowano Gary'ego Battmana, a Stein został jego doradcą specjalnym. W 1993 roku Stein został nagrodzony Lester Patrick Trophy za wybitne zasługi dla hokeja na lodzie w Stanach Zjednoczonych.
Następnie zarządzał Hockey Hall of Fame, kierując zmianą procesu głosowania zwykłą większością głosów bez tajnych głosów, następnie został wybrany jako pierwszy członek tej polityki w organizacji, co spowodowało zarzuty o manipulowanie własną indukcją (zarząd nie rozmawiał ani z Radą Gubernatorów, na które czele stał przyjaciel Steina, Bruce McNall, ani z Garym Battmanem), w wyniku czego odszedł z organizacji, będąc tym samym z Alanem Eaglesonem jedynym działaczem, który musiał odejść z Hockey Hall of Fame.

## Życie prywatne
Gil Stein miał żonę Barbarę, z którą miał trójkę dzieci. W późniejszych latach mieszkał we wspólnocie wspomaganej w Gladwyne w stanie Pensylwania. Zmarł na chorobę serca 24 marca 2022 roku w Wynnewood w stanie Pensylwania.